# Сидоренко Євген Анатолійович
Євге́н Анато́лійович Сидоренко — український кадровий військовослужбовець, полковник Збройних сил України, учасник російсько-української війни. Герой України.

## Життєпис
Народився в Мелітополі на Запоріжжі. 1988 року закінчив 10 класів мелітопольської школи № 23. У дитинстві займався танцями і боксом, мріяв стати танкістом.
Закінчив Київське вище танкове інженерне училище з відзнакою за спеціальністю військового інженера, у званні лейтенанта. За розподілом потрапив у Крим, де познайомився з майбутньою дружиною. Служив у Перевальному на посаді заступника командира роти з озброєння 84-ї окремої механізованої бригади, в/ч А0279.
Після закінчення у 1999 році з відзнакою Академії сухопутних військ отримав звання майора, проходив військову службу в м. Артемівськ (нині Бахмут), — 1282 центральна база зі зберігання бронетанкового озброєння і техніки, на посадах заступника командира ремонтно-відновлювального полку з озброєння, заступника командира частини з озброєння — начальника технічної частини бази, головного інженера бази, начальника штабу військової частини, першого заступника командира частини. Звідти був переведений командиром частини у Харків. Після трьох років служби перевівся в оперативне командування «Південь» на посаду начальника бронетанкової служби озброєння.
З початком російської збройної агресії проти України забезпечував боєздатність та ремонт бронетехніки в зоні проведення антитерористичної операції. Через нестачу кваліфікованих фахівців ремонтував техніку і власноруч.
7 серпня 2014 року прибув з Мар'їнки в Іловайськ, разом із бронегрупою Василя Коваля, у складі 4 танків і 4 БМП 17-ї танкової бригади.
24 серпня в бою біля села Агрономічного підбито російський танк Т-72Б3, екіпаж якого втік. Полковника Сидоренка запросили оглянути трофей, у ньому знайшли документи в/ч 54096 ЗС РФ (6-та танкова бригада), після ремонту танк можна було використовувати.
26 серпня о 15:00 по дорозі від смт Кутейникове на Іловайськ виявили колону російської бронетехніки з 16 одиниць, яка прямувала в район розташування передового командного пункту оперативного командування на блокпосту 39-06. Попереду був лише один розрахунок з протитанковою гарматою «Рапіра» зі складу батареї капітана Костянтина Коваля (51 ОМБр). Почувши про це по рації, полковник Сидоренко виїхав на допомогу на трофейному танку, перед колоною противника пересів з місця механіка-водія на місце командира і відкрив вогонь з великокаліберного кулемета, прикриваючи позиції артилерійського розрахунку, це дозволило українським військовикам підбити три російські бронемашини МТЛБ-ВМК зі складу 8-ї мотострілецької бригади РФ і зупинити ворога.
Сидоренко брав участь у боях до отримання наказу на прорив з оточення у бік основного угруповання військ по так званому «зеленому коридору». Зібрав зведений екіпаж з танкістами 17-ї бригади: командир танка молодший сержант Сергій Ісаєв, механік-водій солдат Євген Мартиненко, місце навідника зайняв полковник Євген Сидоренко. 29 серпня трофейний танк йшов другим у колоні, очолюваній полковником Олексієм Грачовим (т. зв. південна колона), з Многопілля через Новокатеринівку на Комсомольське. Екіпаж маневрував на місцевості, вів вогонь по вогневих точках противника, прикривав вихід колони, було знищено кілька одиниць техніки ворога. Вже біля Новокатеринівки третє влучення перебило гусінь, танк довелося залишити. Полковник, маючи контузію і переломи, разом з пораненими членами екіпажу подолав близько 30 км і вийшов з оточення зі зброєю.
Після лікування ще тричі їздив у відрядження в зону проведення АТО. З 2015 року проходив службу на посаді заступника начальника озброєння Оперативного командування «Схід», в/ч А1314, м. Дніпро.
2016 року, коли ешелон 53-ї механізованої бригади виїжджав з полігону «Широкий Лан», стався нещасний випадок, — одна з машин загорілась. Полковник Сидоренко разом з іншими військовиками гасив пожежу й дістав опіки рук.
2017 року призначений на посаду начальника управління організаційно-планового та експлуатації — заступника начальника Центрального бронетанкового управління ЗСУ Озброєння Збройних сил України, в/ч А2513, м. Київ.

## Сім'я
Батьки мешкають у Мелітополі. Дружина Олена — військовослужбовець. Донька Анастасія вступила на навчання у військове училище. Молодший брат, Сергій Сидоренко, служить у військах протиповітряної оборони, підполковник, учасник АТО.

## Нагороди
- Звання Герой України з врученням ордена «Золота Зірка» (22 серпня 2021) — за особисту мужність і героїзм, виявлені у захисті державного суверенітету та територіальної цілісності України[2]
- Орден Богдана Хмельницького ІІІ ст. (12 жовтня 2017) — за вагомий особистий внесок у зміцнення обороноздатності Української держави, мужність, самовідданість і високий професіоналізм, виявлені під час бойових дій, зразкове виконання службових обов'язків[3]
- Орден «Народний Герой України» (13.10.2015, наказ № 10, Одеса)[4].
- Відзнака «Знак пошани», Медаль «10 років Збройним Силам України», Медаль «15 років Збройним Силам України» та інші.